# A Transvaal Köztársaság annexiója
A brit birodalom már korábban is próbálkozott a dél-afrikai gyarmatok megszerzésével, azonban a végső elhatározás a búr államok annexiójára 1871-ben született meg, mikor is Oranje Szabadállam területén hatalmas gyémántlelőhelyet fedeztek fel.
Joseph Chamberlain 1899 szeptemberében ultimátumot adott a búroknak, hogy adják át a területeiket, vagy megtámadják őket. Paul Kruger elnök is kiadott egy 48 órás ultimátumot, hogy a britek vonják vissza a csapataikat Transvaal határától, ebben szövetségesük Oranje Szabadállam is melléjük állt. Az ultimátumok kölcsönös elutasítása után kitört a második búr háború.
Az annexió végül is sikeresnek mondható, mivel a britek megnyerték a háborút és még majdnem 50 évig uralták Dél-Afrika gyarmatait, viszont a háború az angol oldalon még a búrokénál is hatalmasabb veszteséget okozott, főként emberanyagban. A búr háború jelezte az angoloknak, hogy a gyarmatosítok és a gyarmatosítottak helyzetében változás következik. Így az első világháborút követően a Brit Nemzetközösség a gyarmatok sorozatos kilépésével lassan, de biztosan fogyatkozott.

## Lásd még
- Búrok
- Második búr háború